# Beth Phoenix
Elizabeth Carolan Kocanski (* 24. listopad 1980, Elmira, New York, USA) je americká profesionální wrestlerka. Známa je spíše pod svým ring name Beth Phoenix. Je bývalá WWE Women's a Divas šampionka.

## Život
S wrestlingem v rodné Elmiře. Byla první univerzitní wrestlerkou v historii místní školy. V roce 1999 se stala jihovýchodní šampiónkou do 72 kg ve volném stylu. Téhož roku se také stala ženskou šampiónkou na Newyorském turnaji a mluvilo se o ní jako o nejlepší wrestlerce v Brockportském turnaji ve volném stylu. Po celou dobu byla i členem Amerického wrestlingu. Její životním cílem bylo, aby se stala profesionálním wrestlerem a věřila v dosáhnutí solidních výsledků. Když absolvovala vysokou školu, v roce 1999, zapsala se do profesionální wrestlingové školy, Canisiovy koleje v Buffalu. Její první výběr pro školu byl Stu Hart's Dungeon, nechala se ale umluvit místními a vybrala si školu právě v Buffalu. Ve škole byla trénována Joey Knightem a Robinem Knightwingem (All Knighters), kteří oba trénovali na Hart Dungeon. Její profesionální debutový zápas byl proti Alexis Laree (Mickie James). V zápase proti Lexis Wine v zaniklé společnosti MadMar Entertainment byla pořezána na zádech ocelovou židlí.

## Ohio Valley Wrestling(OVW)
Beth debutovala v OVW 14. července jako dívka Chrise Masterse. Fiktivní storyline dlouho netrvala a Beth byla „přidělena“ jako manažerka The Idolu Stevensovi. Duo bylo doplněno o wrestlerku Shelly Martinez, se kterou začaly v roce 2006 spory. Beth se pak po debutu v RAW v OVW objevuje jen zřídka. 16. srpna 2006 se vrátila do boje v OVW a překvapila svou soupeřku Serenu v zápase o pronásledovatele titulu. ODB si ji sama vybrala jako oponenta na OVW ženskou šampiónku. Po neshodě s Charliem Evansem se Beth dala do pořádku a porazila Serenu. Týdny plynuly a Serena s Beth chtěly vzájemný zápas o titul. ODB však měla podmínku, že zápas se odehraje stylem tag. Serena tenhle zápas vyhrála (odpočítala tehdy debutantku Katii Lea). V zájmu slušnosti bylo dohodnu to, že proběhne women's battle royal o titul, ve kterém posledními čtyřmi zápasnicemi byly Beth, ODB, Serena a Katie Lea. Zvítězila ODB. Po týdnech se mezi těmito zápasnicemi odehrál další souboj, tentokrát vyhrála Serena. Titul pak získala právě Beth, ale 4. listopadu 2006 Beth „ponechala“ titul Katie Lea v zápase „vhozená rukavice“. Prvně porazila Roni Jonah, Melody, Ariel, a Jenny. Lea, Serena, ODB, a Beth v zápase zůstaly a Katie podržela titul. Katie a Beth vyhlásili proti sobě boj , Beth stále říkala, že ona je šampiónka a že nemá co vyhrávat a ačkoli titul neměla, udělala si vlastní(falešný) …vzala ho od Dannyho Bashama, který ji říkal, že není skutečný. Baham vztyčil žebříkový zápas , kde se vítězka měla stát nespornou OVW šampiónkou , Lea zápas vyhrála y byla prezentována s jejím titulem na show v roce 2007. Beth si od Bashama titul vzala , ale když si to v hlavě srovnala, potřásla si rukou s Lea a urovnala všechno zlé . Na počátku roku 2007 se stala členkou zamilovaného trojúhelníku s Danem Rodmanem and Jacobem Duncanem. Když éra zamilovaného trojúhelníku skončila Beth pokračovala v zastupování Jakoba Duncana v OVW. Naposledy se Beth objevila v OVW na její televizní strusce 15. srpna 2007 kde ztratila boj o pronásledovatele titulu a nadobro se přidala do boje v RAW.

## WWE
Ve WWE debutovala 7. března 2006 kdy zaútočila na tehdy „heel“ Mickie James, která napadla Trish Stratus. Od toho incidentu se jejich vztah jen zhoršoval , slovně se napadaly atd. . Týden poté Trish Stratus formálně prohlásila Beth za WWE divu a tak Beth „rozlomila“ šílený vztah mezi James a Stratus. Když James ze „zápasu“ konečně utekla, Beth prohlásila , že ji pokazila celý život a že už to nikdy nedopustí, poté ji nazvala psychopatem. Na dalším účinkování v Raw, jakožto už oficiální RAW diva znovu zaútočila na Mickie po jejím zápase s Torrie Wilson. Poté, 29. května 2006, Beth v týmu s Torrie Wilson (a Trish v jejích rohu) se postavila proti týmu Victorie a Candice Michelle ( a Mickie v jejich rohu) . Beth udělala na Candice Sidedown slam a poté Candice odpočítala. 5. června v zápase s Viktorií se ji po velmi silné facce rozlomila čelist, navzdory tomu Beth vyhrála. Díky tomuto zranění byla mimo ring po 2 měsíce. Beth při operace na místo roztříštěné čelisti dali platinovou čelist ( to je důvod toho, že vypadá trošku jako chlap). Do konce roku se nemohla vrátit.
9. července 2007 se do Raw vrátila jako partner heel Meliny (náhrada za Jillian Hall) .Na SummerSlamu Beth vyhrála Divas battle royal a stala se NO.1 pronásledovatel titulu (držitelkou titulu byla Candice ). Beth pak byla tlačena k tomu, aby se stala dominantní ( nazývala se The Glamazon) a 10. října napadla Mickie a Jillian a samotnou Candice . Ačkoli na Unforgiven titul nezískala , storyline o titul pokračovala . Beth v tagu se Sheltonem Benjaminem porazila se svým ničivým Fisherman Busterem… Candice (byla v tagu s Jeffem Hardym) .Poslední zastávkou v boji o titul bylo No Mercy . Beth Candice porazila a získala , poprvé, titul. 22. října titul obhájila a díky nehodě (Candice stála nerozvážně na rohu a Beth vrazila do lan a Candice spadla ) se „zbavila“ své soupeřky. 29. října Beth napadla vítězku Halloween Costume Contest Battle Royal Kelly Kelly . Za týden Beth Kelly Kelly porazila v zápase nehrající o titul (zápas trval necelých 40sec) .Tento zápas vyvrcholil v tag match (10 diva tag team match), kde Beth prohrála díky odpočítání Meliny Mickie. 26. listopadu Mickie porazila Melinu a stala se tak soupeřem Beth o titul. Na Armageddonu svůj titul úspěšně podržela , stejně jako na Nový rok , kdy po odpočítání Meliny podržela titul v Triple Treat Match.
14. ledna  2008 Beth v tagu s Melinou a Jillian porazila Mickie v tagu s Ashley a Mariou. 21. ledna Beth porazila Mickie (zápas o titul to nebyl) . V únoru prohrála zápas s Mariou , která ji odpočítala …když Beth znepokojil comeback Candice. 5. února prohrála s Viktorií zápas proti Mickie a Kelly Kelly. Na počátku března se Beth a Melina spojily se Santinem Marellou . Při singlových zápasech Meliny vždy stála Beth u jejího rohu.24. března pak byl zápas mezi Marií, Ashley , Lawlerem a Santinem, Beth a Melinou…Beth a její tým vyhrál.Vyústilo to až v koncovou bitvu mezi Beth, Melinou a Ashley s Mariou na Playboy Bunnymanii , kde Beth s Melinou vyhrála. 7. dubna Beth vyhrála zápas proti Marii. 14. dubna Beth v londýně ztratila titul a přenechala jej Mickie James. 21. dubna když Mickie oslavovala její vítězství Beth a její heel tým vstoupil do ringu. Beth konstatovala , že výhra Mickie byla jen šťastná náhoda …a Michelle McCool ji pak dala facku a vyvolala tak boj. Na Backlashi se konal 12 diva tag match mezi Beth, Melinou,Jillian, Laylou,Natalayou,Viktorií a Mickie,Mariou,Ashley,Kelly Kelly, Cherry, Michelle McCool. Beth a její tým získal vítězství. Pondělní rematch její tým však prohrál. 5. května proběhl boj o titul mezi Beth a Mickie, Mickie však titul obhájila.

## Dosažené tituly
- 2x Ženská šampionka OVW Staff.
- 1x šampionska lehké váhy ve Far North Wrestling
- První ženská zápasnice ve Far North Wrestling
- 2x WWE Women's Champion
- 1x Divas Champion

## Osobní život
Byla provdaná za Joey Knighta, je velká fanynka metalu, především skupiny Pantera. V roce 2016 si vzala wrestlera Edgeho.